# عبدو عمر
عبدو عمر هو مصارع هاوي مصري، ولد في 22 فبراير 1989 في .

## روابط خارجية
- عبدو عمر على موقع أوليمبيديا (الإنجليزية)